# Khaled
Khaled Hadj Brahim (arabul: خالد, művésznevén Cheb Khaled) (született 1960. február 29.) a rai könnyűzenei stílus legnagyobb sztárja, a "Rai királya". César-díjas zeneszerző, énekes, hangszeres zenész. Sidi-el-Houriban született, Algéria Oran megyéjében.
A Cheb (~ kölyök, srác) előnév a rai zenészek szokásos jelzője, olyan, mint az MC vagy a DJ.

## Stúdióalbumok
- Hada Raykoum (1985)
- Kutché - Safy Boutellaval (1988)
- Khaled (1992)
- N'ssi N'ssi (1993)
- Sahra (1996)
- Kenza (1999)
- Ya-Rayi (2004)
- Khouf Ngadji Bahri (2006)
- Liberté (2009)
- C'est La Vie (2012)

## Koncertalbumok
Hafla (1998)
1, 2, 3 Soleils - Rachid Tahaval és Faudellel (1999)

## Gyűjtemények
Le Meilleur de Cheb Khaled (1991)
Le Meilleur de Cheb Khaled 2 (1992)
Forever King (2005)
Spirit of Rai (2005)
Les Annees Rai (2005) 
Salou Ala Nabi (2006)
Maghreb Soul - Cheb Khaled Story (2006) 
Anajit Anajit 1986-1990 (2006)

## Maxi
Chebba & Baroud (1988)
Didi (1992)
Ne m'en voulez pas (1992)
Di Di (1997)
Serbi Serbi (1993)
Chebba (1993)
N'ssi N'ssi (1994)
Bakhta (1995)
Aïcha (1996)
Le jour viendra (1997)
Ouelli El Darek (1997)
Lillah (1997)
C'est la nuit (1999)
El Harba Wine (2000)
Ya-Rayi (2004)
Zine Zina (2004)
La terre a tremblé (2003)
Ya Dzayer (2006)
El Babour (2006)

## Vendégszereplések
Concert pour la Tolérance, Jean-Michel Jarre (Revolution, Revolutions), ElDorado (UNESCO official anthem) (1995)
Live à Bercy, Mylène Farmer (La poupée qui fait non) (1997)
Les Enfoirés (Emmenez-moi) (1999)
Compay Segundo (Saludo A Chango) (2002) 
Cameron Cartio (Henna) (2005)
Diana Haddad (2006)
Taxi 4 (2007)

## Filmzenék
Un deux trois soleil (1993)
Âge des possibles (L'Didi) (1995)
Party Girl (Les Ailes) (1995)
100% Arabica (Wahrane Wahrane, Cameleons) (Cheb Mami-val) (1997) 
The Fifth Element (Alech Taadi) (1997) 
Vila Madalena (El Arbi) (1999) 
Origine Contrôlée (Wana Wana Aamel Eih, Dour Biha Ya Chibani) (2000) 
The Truth About Charlie (Ragda) (2002) 
The Good Thief (Minuit) (2003) 
De l'autre côté (2004)
Days of Glory (Ya Dzayer, Mort De Messaoud, Nostalgie, Sur la tombe, El Babour) (2006) 
Taxi 4 (Benthi) (Melissa-val) (2007)

## Filmek
100% Arabica (1997)
Art'n Acte Production (2003)

## Bibliográfia
Khaled: Derrière le sourire (1998)

## Díjak (kronológiai sorrendben)
Venice Film Festival 50TH - (Un, deux, trois, soleil) (1993)
César award - legjobb filmzene (1994)
Victoires de la Musique - év előadója (1995)
World Music Awards (Sahra) (1997)
Victoires de la Musique - év dala (Aicha) (1997)
World Music Awards (1,2,3 Soleils) (1999)
R3 Awards BBC Awards for World Music  (2005)
Montreal International Jazz Festival (2005)
Imagine Nations and DC Internationals (Empowering Award, for spreading the message of peace) (2005) 
The Mediterranean Prize for Creativity (2006)